# Médaille Henry Marshall Tory
Pour les articles homonymes, voir Tory (homonymie).
La Médaille Henry Marshall Tory est un prix décerné par la Société royale du Canada en l'honneur de Henry Marshall Tory (1864-1947), qui en assura la création en 1941 et qui, lors de son décès en 1947, légua des fonds à la Société royale pour la financer.
La médaille est attribuée en reconnaissance de recherches éminentes en astronomie, en chimie, en mathématiques, en physique ou dans une science connexe à ces disciplines, recherches réalisées principalement au cours des huit années précédant l'attribution de la médaille mais en tenant compte de l'ensemble des recherches du candidat.
La distinction, qui consiste en une médaille d'argent plaqué or, est attribuée tous les deux ans lorsqu'une une candidature est jugée à la hauteur.

## Lauréats
- 1943 - John Lighton Synge, FRSC
- 1944 - Frank Allen, FRSC
- 1945 - Otto Maass, FRSC
- 1946 - John Stuart Foster, FRSC
- 1947 - Eli Franklin Burton (en), FRSC
- 1949 - Harold Scott Macdonald Coxeter, FRSC
- 1951 - Thorbergur Thorvaldson (en), FRSC
- 1953 - Gerhard Herzberg, FRSC
- 1955 - Edgar William Richard Steacie
- 1957 - Carlyle Smith Beals
- 1959 - Henry George Thode, FRSC
- 1961 - R. M. Petrie (en), FRSC
- 1963 - Harry Lambert Welsh
- 1965 - Henry E. Duckworth (en), FRSC
- 1967 - Israel Halperin (en)
- 1969 - William George Schneider (en), FRSC
- 1971 - Harold Elford Johns (en), FRSC
- 1973 - Bertram Neville Brockhouse
- 1975 - William T. Tutte
- 1977 - John C. Polanyi, FRSC
- 1979 - Nathan S. Mendelsohn
- 1981 - Alexander Edgar Douglas (en), FRSC
- 1983 - Ronald J. Gillespie
- 1985 - Keith U. Ingold, FRSC
- 1987 - Keith J. Laidler (en), FRSC
- 1989 - Boris P. Stoicheff (en), FRSC
- 1991 - Willem Siebrand, FRSC
- 1993 - Albert E. Litherland (en), FRSC
- 1995 - Juan C. Scaiano (en), FRSC
- 1997 - James Greig Arthur, FRSC
- 1999 - James K.G. Watson, FRSC
- 2001 - John Bryan Jones, FRSC
- 2003 - Paul Corkum, FRSC
- 2005 - David J. Lockwood, FRSC
- 2007 - George Albert Sawatzky (en), FRSC
- 2009 - John Richard Bond, FRSC
- 2011 - Arthur B. McDonald, FRSC
- 2013 - Douglas W. Stephan (en), FRSC
- 2015 - Julio F. Navarro, FRSC[1]
- 2017 - Mark Lautens (en), FRSC
- 2019 - Jeff Dahn, FRSC